# Ouneine
Ouneine  (in arabo اوناين‎?) è un centro abitato e comune rurale del Marocco situato nella provincia di Taroudant, regione di Souss-Massa. Conta una popolazione di 7 866 abitanti (censimento 2014).